# ヒューストン・クロニクル
『ヒューストン・クロニクル』（英: Houston Chronicle）は、アメリカ合衆国テキサス州ヒューストンの主要な日刊新聞である。日曜発行部数はアメリカの新聞では第3位である。ニューヨーク州に本部をおくハースト・コーポレーションによって所有、経営されている。